# 개인 건강 기록
개인 건강 기록(personal health record, PHR)은 환자가 건강 데이터 및 환자 치료와 관련된 기타정보를 유지하는 건강기록이다. 이는 기관(병원)에서 운영하고 보험 청구를 지원하기 위해 임상의가 입력한 데이터(청구 데이터)를 포함하는 널리 사용되는 전자의무기록과 대조적이다. PHR의 의도는 온라인으로 액세스 할 수 있는 개인의 병력에 대한 완전하고 정확한 요약을 제공하는 것이다. PHR의 건강 데이터에는 환자가 얘기한 데이터, 임상 결과 및 무선 전자 저울과 같은 장치의 데이터 또는 스마트폰으로부터(수동적으로 수집)의 데이터가 포함될 수 있다.

## 정의
"개인 건강 기록"이라는 용어는 새로운 것이 아니다. 이 용어는 빠르면 1978년 6월에 사용되었으며 1956년에 "개인 건강 기록"에 대한 언급이 있었다. "PHR"이라는 용어는 종이 기반 시스템과 컴퓨터 시스템 모두에 적용될 수 있다.  2010년대 후반의 사용은 일반적으로 건강 데이터를 수집하고 저장하는 데 사용되는 전자 응용 프로그램을 의미한다.
2000년대 초, 의료기관은 이 용어에 대한 공식적인 정의를 제안하기 시작했다. 예를 들면 다음과 같다.
개인 건강 기록(PHR)은 사람들이 평생에 걸친 건강 정보에 접근하고 조정할 수 있게 하며, 필요한 사람들에게 적절한 부분을 제공할 수 있게 하는 인터넷 기반 도구 모음이다. PHR은 증상과 약물 사용과 같이 사람들이 직접 생성한 정보, 의사로부터 받은 진단과 검사 결과와 같은 정보, 그리고 약국과 보험 회사로부터의 정보를 포함하는 통합적이고 포괄적인 건강 정보 조망을 제공한다.— 마클 재단의 개인 건강 실무 그룹, 《건강을 위한 연결》(2003년):3

개인 건강 기록(PHR)은 개인이 건강 결정을 내리는 데 필요한 건강 정보의 전자적이고, 보편적으로 이용 가능하며, 평생 지속되는 자원이다. 개인은 의료 제공자와 개인으로부터 오는 PHR의 정보를 소유하고 관리한다. PHR은 안전하고 사적인 환경에서 유지되며, 개인이 접근 권한을 결정한다. PHR은 어떤 제공자의 법적 기록과도 별개이며 이를 대체하지 않는다.— AHIMA e-HIM 개인 건강 기록 실무 그룹(2005년)

업계 모델 개인 건강 기록(PHR)은 보험사가 관리하는 비공개, 보안 웹 기반 도구로, 청구 및 관리 정보를 포함한다. PHR은 또한 소비자가 직접 입력한 정보뿐만 아니라 약국, 실험실, 의료 제공자와 같은 다른 출처의 데이터를 포함할 수 있다. PHR은 개별 환자와 그들이 지정한 간병인이 건강 정보를 조회하고 관리할 수 있게 하며, 자신의 의료에서 더 큰 역할을 할 수 있게 한다.— 미국 건강 보험 계획(2006년)

PHRs가 전자의무기록(EHRs, electronic health records)이나 EMRs와 동일하지 않다는 것이 중요하다. EHRs 이나 EMRs은 의료 서비스 제공자가 사용하도록 설계된 소프트웨어 시스템이다. :19–20  종이 의무기록에 있는 데이터와 같은 EHRs의 기록은 임상의가 환자에게 제공하는 치료에 대해 법적으로 의무화 된 기록이다. 그러나 일반적으로 환자가 자신의 건강 데이터를 확인하는 의무는 없다. EHR 및 EMR과 마찬가지로 PHR은 출처에 따라 여전히 정부의 규제 범위에 속할 수 있지만 데이터에 대한 엄격한 규제 보호는 여전히 세계 일부 지역에서 부족하다.
PHR에는 다음을 포함하되 이에 국한되지 않는 다양한 데이터가 포함될 수 있다.
- 적용 가능한 진단
- 약물(비처방약 및 대체 치료법 포함)
- 과거의 의학적 및 외과적 개입
- 알레르기 및 약물 부작용
- 만성 질환
- 가족 병력
- 질병 및 입원
- 영상 보고서(예: 엑스레이)
- 실험실 검사 결과
- 약물 및 투여량
- 처방 기록
- 수술 및 기타 시술
- 예방 접종
- 일상생활 관찰(ODL)

PHR에 데이터가 도착하는 방법에는 두 가지가 있다. 환자가 직접 필드에 입력하거나 파일 또는 다른 웹사이트에서 데이터를 업로드/전송하는 방법이다. 두 번째는 PHR이 전자건강기록과 연결되어 PHR을 자동으로 업데이트하는 경우이다. 모든 PHR이 동일한 기능을 가지고 있는 것은 아니며, 개별 PHR은 이러한 방법 중 하나 또는 모두를 지원할 수 있다.
개인의 개인 건강 정보를 저장하는 것 외에도, 일부 PHR은 약물 상호작용 확인, 환자와 제공자 간의 전자 메시징, 약속 관리, 알림과 같은 부가가치 서비스를 제공한다.

## 혜택
PHR은 환자에게 다양한 건강 정보, 최선의 의료 처치 및 건강 지식들을 손쉽게 알 수 있도록 한다. 개인의 모든 의료 기록은 여러명의 의사 각자 사무실의 종이 기록 대신 한 곳에 저장된다. 의학적 상태변화가 발생하면 환자는 검사 결과를 손쉽게 볼 수 있고, 의사와 의사 소통하며 비슷한 고통을 겪고있는 다른 사람들과 정보도 공유 할 수 있다.
또한, PHR은 임상의에게 도움이 될 수 있다. PHR은 환자가 임상의의 EHR에 데이터를 추가할 수 있도록 한다. 이렇게 환자가 상태 데이터를 추가하면 의사가 더 알맞는 치료방법을 찾는데 도움이 되어 결과적으로 치료의 효율성이 높아진다. 그러나 일부 의사는 환자가 입력한 정보와 그 정확성, 환자의 참여로 돌이킬 수 없는 일이 일어날 수 있는 것에 대해 우려 할 수 있다.
PHR은 약물 상호작용, 현재 최선의 치료방법, 현재 의료 계획의 격차, 의료 오류 식별에 기초하여 개인의 건강 프로파일을 분석하고 건강 위협 및 개선 기회를 식별하는 데 도움을 줄 수 있는 잠재력을 가지고 있다. 환자의 질병은 의사와 함께 추적될 수 있으며, 건강 상태의 변화를 발견했을 때 조기 개입을 할 수 있다. 또한 PHR은 임상의가 단편적이 아닌 지속적인 소통을 할 수 있게하여 환자를 더 쉽게 관리할 수 있도록 한다. 의사 소통 장벽을 낮춰 환자와 임상의사 간의 문서 교류을 적시에 허용하면 대면 진단과 전화 상담의 시간을 절약할 수 있다. 또한 개선된 소통은 환자와 보호자가 질문을 하고, 약속을 정하고, 재진과 위탁을 요청하고, 문제를 보고하는 과정을 용이하게 할 수 있다. 추가로, 응급상황의 경우, 적절한 진단이나 치료에 중요한 정보를 신속하게 제공할 수 있다.

## 구성요소
다른 건강 정보 기술 과 마찬가지로 PHR의 뼈대는 대략 세 가지 주요 구성 요소로 구성된다.
데이터
PHR에서 수집, 저장, 분석 및 교환하는 정보이다.
예) 병력, 임상검사 결과, 의학촬영 결과, 약물
하부 구조
데이터 저장, 처리 및 교환을 처리하는 플랫폼이다.
예) 독립 실행 형 소프트웨어 프로그램 또는 웹 사이트, 공급자 또는 수요자 연결 (테더링) 웹 사이트
응용
시스템의 정보 교환, 데이터 분석 및 컨텐츠 전달 기능.
예) 예약 일정 잡기, 약물 보충 또는 갱신, 의사 결정 지원 및 환자 교육 자료
구조 유형은 다양하다. 그러나 2017년에 Roehrs 가 PHR에 대한 체계적인 문헌 검토를 시행했으며, 구조 유형을 모델 기반, 커버리지 기반의 두 그룹으로 나눌 수 있었다고 발표했다. 모델 구조는 여전히 종이에 저장되어있는 건강 데이터를 포함하여, PHR에 대한보다 전통적인 방식을 나타낸다. 커버리지 구조는물리적 위치를 기반으로, 의료 기관 내부 및 외부에 분산 된PHR 데이터를 더 많은 하이브리드 방식으로 나타낸다. 연관된 구조 유형은 비용과 이점이 다르다. 마찬가지로 독립형, 공급자 연결 및 수요자 연결 PHR은 개별적인 상황과 관련하여 환자에게 서로 다른 장단점을 가지고 있다. 이러한 차이는 PHR 연구의 우선 순위 영역이다4. PHR이 건강 정보 교환을 발전시키는 데 핵심적인 역할을 할 수 있으므로 다른 건강 IT 시스템과 상호 운용성은 PHR 구조에 대해 중요한 고려사항이다.  또한 PHR 시스템은 사용자가 자신의 계정을 바로바로 업데이트 하는데 지속적인 노력을 기울여야하며 (자신의 상태를 관리하는 데 적극적인 역할을 유지) 개발자가 PHR 구조 및 채택 모델을 추가로 검토해야 한다.

## 전달 틀(플랫폼)
PHR의 주요 특징 중 하나는 제공되는 플랫폼이다. 플랫폼 유형에는 종이, 전자 장치, 웹이 있다.

### 종이
개인 건강 정보는 종이 형식으로 기록 및 저장된다. 인쇄 된 임상시험 보고서, 클리닉 기록 사본, 환자 본인이 작성한 건강 기록은 종이 PHR의 일부일 수 있다. 이 방법은 저렴하고 안정적이며 컴퓨터나 다른 하드웨어 없이도 작성 할 수 있다. 아마도 가장 성공적인 종이 PHR은 1980년대 중반 밀턴 케인즈에서 개발 된 현재 영국 전역에서 사용되고있는 휴대용 임신 기록일 것이다.  휴대용 임신 기록에는 스코틀랜드의 모성 기록, 모든 웨일즈들의 모성 기록, 및 출산 연구소 기록들이 포함된다.
종이 기반 PHR은 검색, 업데이트, 다른 사람과 공유하기에 어려울 수 있다. 종이 기반 PHR은 자연재해시에도 발생할 수 있는 물리적 손실 및 손상을 입을 수 있다. 종이 기록은 대부분의 전자 PHR에서 인쇄 할 수 있다. 그러나 Fawdry는 종이 기록은 매우 유연하고, 단단한 전자 시스템에 비해 뚜렷한 이점이 있다고 보았다.

### 전자 장치
개인 건강 정보는 병원 실험실과 같은 다른 소스에서 데이터를 인쇄, 백업, 암호화 및  노트북의 소프트웨어에 기록되고 저장된다. PC 기반 PHR의 가장 기본적인 형태는 워드 프로세싱 프로그램에서 생성 된 건강 기록이다. 이러한 방식으로 작성된 건강 기록은 호환되는 워드 프로세서를 사용하는 모든 사람과 인쇄, 복사, 공유를 할 수 있다.
PHR 소프트웨어는 데이터 암호화, 데이터 가져 오기, 의료 제공자 와의 데이터 공유 같은 것 보다 정교한 기능을 제공할 수 있다. 일부 PHR 제품은 건강 기록을 CD-ROM, DVD, 스마트카드, 또는 USB 플래시 드라이브와 같은 대용량 저장 장치에 복사 할 수 있다.
PC 기반 PHR은 개인용 컴퓨터와 여기에 포함된 데이터의 물리적 손실 및 손상을 입을 수 있다. 일부 다른 장치 솔루션 방법으로는 개인용 컴퓨터 응용 프로그램이나 웹 솔루션에 연결되거나 끊을 수 있는 건강정보 칩이 내장된 카드가 포함될 수 있다.

### 웹 애플리케이션
웹 기반 PHR 솔루션은 본질적으로 전자 장치 PHR 솔루션과 동일하지만 웹 기반 솔루션은 다른 서비스와 쉽게 통합되는 장점이 있다. 예를 들어, 일부 솔루션은 외부 소스에서 의료 데이터를 가져올 수 있다. HealthVault 및 PatientsLikeMe를 포함한 솔루션을 사용하면 데이터를 다른 애플리케이션 또는 특정 사용자와 공유 할 수 있다. 모바일 솔루션은 종종 웹 솔루션과 통합되고 웹 기반 솔루션을 플랫폼으로 사용한다.
소비자에게 온라인 PHR을 개발할 기회를 제공하기 위해 많은 기업이 등장했다. 일부는 비영리 단체에서 개발 한 반면 다른 일부는 상업 벤처에서 개발했다. 이러한 웹 기반 애플리케이션을 통해 사용자는 진단, 약물, 실험실 테스트, 예방 접종, 건강과 관련된 기타 데이터와 같은 정보를 직접 입력할 수 있다. 리뷰를 위해 내보일 수 있거나 승인된 수신자에게 전송될 수 있는 기록 데이터를 생성한다.
PHR의 필요성과 다양한 온라인 PHR 제공 업체의 가용성에도 불구하고 PHR 서비스가 널리 채택되지는 않았다. 실제로 Google은 세계에서 가장 혁신적인 기업 중 하나 인 Google Health 라는 PHR 서비스를 2012년 1월 12일에 중단했다. Google Health를 종료 한 이유는, 이 서비스가 수백만 명의 일상적인 건강 루틴에서만 제한적으로 사용되고 널리 사용되는 것으로 변화되지 않았기 때문이다. 웹 기반 서비스의 설문 조사에서 서비스와 기능간에 광범위한 변화를 발견했고, 효능 및 안전성에 대한것 때문에 데이터가 제한만 되었다. 한 분석가는 서비스 채택을 꺼리는 대중을 보고 PHR '시장을 찾고 있는 기술'이라고 했다.
HL7 의 새로운 표준 인 FHIR (Fast Healthcare Interoperability Resources )은 개인 건강 기록 애플리케이션 개발자가 관련 의료 기록에 쉽게 접근 할 수 있도록 설계되었다.

## EHR, PHR, 환자 포털, UHR
전자 건강 기록, 개인 건강 기록, 환자 포털이라는 용어가 항상 올바르게 사용되는 것은 아니다. 이러한 용어의 일반적으로 합의된 정의는 주로 데이터의 소유권 과 관련이 있다. 데이터가 PHR에 있으면 일반적으로 환자가 소유하고 제어한다. 그러나 대부분의 EHR은 의사의 자산이지만 의사와 환자가 함께 만들 수 있다. 환자는 대부분의 주에서 의료 데이터를 요청할 수 있는 법적 권리가 있으며 최근 미국 법률에 따라, 인증된 EHR을 사용하는 의료 서비스 제공자는 전자 사본도 제공해야 한다. 영국에서는 NHS에 대한 정부의 정보 전략에 따르면 영국의 모든 1차 진료는 환자에게 2015년까지 진료 기록에 대한 온라인 액세스를 제공해야 한다. 2012년에는 1%만이 그렇게 했다. 전자 건강 기록 및 전자 의료 기록에는 의료 제공 과정에서 의료 전문가가 생성한 임상 데이터가 포함된다. 데이터는 환자에 대한 것이지만 데이터는 의료 제공자의 시스템에 있다. 환자 포털은 일반적으로 전자 의료 기록에 대한 보기로 정의된다. 또한 의료 제공자와 환자의 상호 작용을 지원하는 보조 기능 (예 : 처방 리필 요청, 예약 요청, 전자 사례 관리 등)도 해당 시스템에서 찾을 수 있다. 마지막으로, PHR은 환자가 선택한 시스템에서 환자와 함께 상주하는 데이터이다. 이 데이터는 EMR에서 직접 내보낼 수 있지만, 요점은 이제 환자가 선택한 위치에 있다는 것이다. 해당 정보에 대한 액세스는 전적으로 환자가 제어한다.
논의되고 있는 새로운 개념은 UHR(universal health record)이다. 이는 환자 중심의, 환자 통제 정보 본체로 환자의 재량에 따라 특정 의료 제공자와 세부적으로 공유할 수 있는 정보이다. 이 프로젝트는 개인 건강 정보 (PHI)에 대한 환자의 책임있는 제어 및 개인 정보 보호에 대한 환자의 기대를 지지하는데 특히 중점을 두고 개발자의 오픈 소스 기여 및 개선 사항을 요한다.
PHR은 환자가 개인 건강 정보를 추적하는 데 도움이 될 수 있지만 의료 기관에 대한 PHR의 가치는 아직 명확하지 않다.

## 채택의 장벽
National Academy of Medicine (이전의 Institute of Medicine)이 1999년에 PHR의 더 많은 채택을 요구한 이후로, 소프트웨어는 환경과 관련된 경제적, 기술적, 규제적, 행동적, 환경 및 개인 수준에서 조직적 문제를 포함하여 채택에 많은 장벽에 직면해 있다. . 2002년의 연구는 새로운 온라인 PHR의 기능과 유용성을 평가하기 위한 노력으로 수행되었다. 대부분의 사람들이 자신의 건강 관리 경험에 대한 세부 사항을 기록하지 않아 웹 기반 PHR에서 완전한 가치를 얻기가 어려웠다. 평가를 위해 선택된 PHR은 일반 대중에게 제한된 기능을 제공했으며, 데이터 입력, 유효성 검사 및 정보 표시 방법에 제한이 있었다.  2005년 설문 조사에 따르면 컴퓨터 및 인터넷 액세스의 제한은 물론 디지털 격차인 컴퓨터 사용 능력 수준이 낮은 저소득층 및 고령층의 장벽으로 작용했다.  임상의와 환자를 대상으로 한 2010-11년 인터뷰에서 '사용성 문제와 사회 문화적 영향 모두 PHR 채택 및 사용에 대한 장벽'이라는 사실을 발견했다. 2010년대 중후반의 최근 연구와 리뷰에서 개인 정보 보호 및 기밀 유지 문제, 동기 부족, 낮은 건강 문해력, 건강 및 질병 관련 장애, 심지어 행정 부담과 같은 다른 문제가 밝혀졌다.

### 프로모션 및 유용성
추가적으로 의료 기관에서 PHR을 홍보하는 방법, 기능의 유용성, 특히 환자 커뮤니케이션 영역에서 의료 제공자가 PHR을 얼마나 잘 사용하는지가 채택 및 사용률에 영향을 미칠 수 있다. 프로모션은 제안된 시스템에 대해 공급자와 얘기 나누는 개발자, 환자 포커스 그룹을 구성하는 클리닉, PHR의 물리적 및 디지털 뉴스를 환자에게 게시하는 공급자로부터 개발 및 구현 프로세스의 여러 단계에서 발생할 수 있다.  시스템의 기능과 유용성은 또한 사용자가 원하는 기능을 추가할 때 Kaiser Permanente 및 Cleveland Clinic과 같은 그룹에서 PHR 사용이 크게 증가함에 따라 채택을 유도한다.   제공자 사용 및 의사소통도 중요다고 입증되었다. "의사와의 대화가 진행되지 않으면 환자가 결국 떠나게되므로 의사와의 안전한 의사 소통이 중요하다."  추가 연구에 따르면 PHR을 사용하면 의사 소통 및 협업을 향상시키는 능력이 산발적 방문에서 꾸준한 방문으로 환자 패턴을 바꿀 수 있으며, PHR 사용이 더 중요하다는 것을 보여준다.

## 개인 정보 보호 및 보안
PHR에 대해 가장 논란이되는 문제 중 하나는 이 기술이 환자의 PHI (보호 된 건강 정보)의 프라이버시를 위협할 수 있는 것이다. 네트워크 컴퓨터 침입 이 점점 보편화되고 의료 정보를 온라인에 저장하면 권한이 없는 개인에게 건강정보가 노출될 위험이 있다. 환자의 신체에 대한 키, 체중, 혈압 및 기타 정량적 정보 외에도 의료 기록의 매우 민감한 정보를 공개 할 수 있다. 여기에는 생식력, 수술 절차, 정서적 및 심리적 장애, 질병이 포함되며 많은 환자들이 자발적으로도 공유하기를 꺼린다.
환자 정보 기밀에 대한 다양한 위협이 존재한다.
우발적 공개
다양한 개체에 데이터를 전자적으로 여러 번 전송하는 동안 의료진은 실수로 데이터를 공개 할 수 있다.
내부자 호기심
의료진이 호기심이나 다른 목적으로 환자 정보에 대한 액세스를 오용할 수 있다.
내부자 종속
의료진이 악의, 이익, 복수 또는 기타 목적으로 개인 의료 정보를 유출 할 수 있다.
통제되지 않은 2차 사용
1차 진료를 지원하기 위한 목적으로만 환자 정보에 대한 액세스 권한을 부여받은 사람들은 연구와 같이 계약에 나열되지 않은 이유로 해당 권한을 이용할 수 있다.
외부인의 침입
전직 직원, 네트워크 침입자, 해커 등은 정보에 액세스하여 정보를 훔치고, 하드웨어를 훔치고, 시스템을 손상시키고, 운영을 방해 할 수 있다.
기술 및 규제 문제는 PHI를 둘러싼 개인 정보 보호, 보안 및 환자 문제에서 중요한 역할을 한다. 기술적 측면에서 오류는 여러 지점에서 발생한다.
- 안전하지 않은 다른 시스템에 연결된 환자 데이터 서버의 위반[44]
- 피싱 및 회사 이메일 계정 해킹[45]
- 잘못구성된 공용 서버의 위반[46]
- 암호화되지 않은 컴퓨터 장치의 도난[47]
- 의도적으로 또는 실수로 서버에 설치된 악성 소프트웨어[48]

PHR 규정의 상태도 언급 할 가치가 있다. 2018년 전 세계 5개 입법 관할 부분을 검토하고 비교한 결과 다양한 관할 구역에서 PHR 서비스를 제공하는 기관에서 요구하는 법률 용어 및 준수 정도와 관련하여 상당한 차이가 발견되었다. GDPR (General Data Protection Regulation)을 통해 PHR 데이터에 대한 가장 중요한 보호를 제공하는 유럽 연합에서도 검토자들은 '주요 영역에서 상당한 해석 여지와 모호성 정도'를 발견했다.  스마트 폰 및 관련 애플리케이션과 같은 플랫폼을 확장하는 방법을 만드는 PHI의 보안 및 개인 정보 보호에 대한 질문이 추가 제기되면 보다 명확한 규정 및 정책이 필요할 수 있다.

## 공중 보건
PHR은 건강 모니터링, 발병 모니터링, 정보 및 자원을 통한 권한 부여, 서비스 연결 및 연구와 같은 영역에서 공중 보건 부문 혜택의 잠재력이 있다. 그러나 이러한 잠재력을 활용하는 것은 공중 보건 부문 채택자들과 완전히(not fully) 채택하지 않는 채택자들이 "민감한 정보 공유에 대한 함묵"을 보여주기 때문에 느린 과정이었다. 21세기 미국인을 대상으로 하는 여러 설문 조사에 따르면 63 ~ 73 %는 질병 발생 및 기타 목적을 탐지하기 위해 공중 보건 공무원과 최소한 일부 개인 건강 정보를 기꺼이 공유 할 것이다. 그러나 익명성, 정부의 둔감성 및 차별에 대한 우려가있는 응답자들 사이에서는 정보가 제공되고 사용되는 방식에 대한 통제권 유지에 대한 통고가 여전히 강력하다. 이러한 우려와 기타 문제로부터 보호하기 위한 규제 노력의 의문묵"을 보여주기 때문에 느린 과정이었다.  21세기 미국인을 대상으로 하는 여러 설문 조사에 따르면 63 ~ 73 %는 질병 발생 및 기타 목적을 탐지하기 위해 공중 보건 공무원과 최소한 일부 개인 건강 정보를 기꺼이 공유 할 것이다.  그러나 익명성, 정부의 둔감성 및 차별에 대한 우려가있는 응답자들 사이에서는 정보가 제공되고 사용되는 방식에 대한 통제권 유지에 대한 통고가 여전히 강력하다.    이러한 우려와 기타 문제로부터 보호하기 위한 규제 노력의 의문스러운 상태를 감안할 때 공중 보건에서 PHR의 건강 데이터를 표준으로 사용하는 것은 여전히 멀리 있을 수 있다.
미국 질병 통제 예방 센터는 PHR 통합과 공중 보건 노력을 한 단계 더 발전시켜 2016년에 '멀티섹터 데이터를 실행 가능한 정보로 통합하고 변환하기 위한' 지역 사회 건강 기록 프레임 워크를 제안했다. EHR, PHR 및 카운티 건강 데이터의 통합을 통해 주거 블록 전체의 데이터를 전체 우편 번호에 통합하고 표시 할 수 있다. 그러나 PHR과 마찬가지로 상당한 사회적 승인이 필요하고 데이터 사용 계약이 수립되어야 한다.

## 같이 보기
- 전자의무기록
- 모바일 헬스
- 이민 (입국)

## 추가 문헌
- Assadi, V.; Hassanein, K. (2017). “Consumer Adoption of Personal Health Record Systems: A Self-Determination Theory Perspective”. 《Journal of Medical Internet Research》 19 (7): e270. doi:10.2196/jmir.7721. PMC 5553007. PMID 28751301.
- Flaumenhaft, Y.; Ben-Assuli, O. (2018). “Personal health records, global policy and regulation review”. 《Health Policy》. In Press (8): 815–826. doi:10.1016/j.healthpol.2018.05.002. PMID 29884294.
- Pushpangadan, S.; Seckman, C. (2015). “Consumer Perspective on Personal Health Records: A Review of the Literature”. 《Online Journal of Nursing Informatics》 19 (1).
- Roehrs, A.; da Costa, C.A.; da Rosa Righi, R.; de Oliveira, K.S.F. (2017). “Personal Health Records: A Systematic Literature Review”. 《Journal of Medical Internet Research》 19 (1): e13. doi:10.2196/jmir.5876. PMC 5251169. PMID 28062391.
- Showell, C. (2017). “Barriers to the use of personal health records by patients: A structured review”. 《PeerJ》 5: e3268. doi:10.7717/peerj.3268. PMC 5410160. PMID 28462058.